# Бондарчук, Николай Михайлович
Николай Михайлович Бондарчук (1936—2009) — ректор Алтайского государственного аграрного университета (1987—1997), кандидат сельскохозяйственных наук, профессор, Заслуженный зоотехник РСФСР.

## Биография
Родился в крестьянской семье.
В 1959 году окончил Одесский сельскохозяйственный институт по специальности «Зоотехника», свою трудовую деятельность начал зоотехником-селекционером совхоза «Беловский» Троицкого района Алтайского края.
С 1961 по 1970 годы работал главным зоотехником совхоза «Ельцовский» Ельцовского района Алтайского края, затем племсовхоза «Верхне-Обский» Смоленского района Алтайского края, в 1970 году назначен директором этого хозяйства. В 1973 году защитил кандидатскую диссертацию.
В 1975 году был назначен начальником краевого объединения «Алтайскотпром».
В 1983 году приступил к работе начальником объединения «Алтайплемсвеклосемпром», а в 1986 году было создано производственно-научное объединение по селекции и по племенному делу в животноводстве «Прогресс». В состав объединения вошли 23 племенных хозяйства, ряд племпредприятий и отделов. В составе ПНО «Прогресс» Н. М. Бондарчуком были созданы ИВЦ, лаборатории по пересадке эмбрионов, иммуно- и цитогенетики, по селекции молочного скота, качеству шерсти, молока и др. По его инициативе была внедрена методика трансплантации эмбрионов у крупного рогатого скота, овец и коз, образовано совместное российско-английское селекционногенетическое предприятие «Плембрид».
В 1987 году Н. М. Бондарчук был избран ректором Алтайского сельскохозяйственного института.
По его инициативе в институте был создан международный отдел и установлены деловые и профессиональные контакты со многими учебными заведениями и фирмами Великобритании, Дании, Германии, США и другими, с которыми регулярно осуществлялся обмен студентами, аспирантами, преподавателями.
Избирался народным депутатом РСФСР (1990—1993 гг.) и депутатом краевого и районных советов, вице-президентом Ассоциации с.-х. вузов России, членом президиума Академии аграрного образования. Многие годы на общественных началах возглавлял краевое сельское сообщество «Урожай», являлся президентом Федерации альпинизма и скалолазания Алтая, мастер спорта СССР по альпинизму.
В мае 2004 являлся одним из основателей и первым председателем общественной организации «Смоленское землячество».
Избран действительным членом Международной академии аграрного образования, имеет ученое звание профессора, почетное звание «Заслуженный зоотехник РСФСР».